# Мигулинское сельское поселение
Мигулинское сельское поселение — муниципальное образование в Верхнедонском районе Ростовской области.
Административный центр поселения — станица Мигулинская.

## География
Мигулинское сельское поселение располагается на территории правой стороны реки Дон, на юго-западе Верхнедонского района. Поселение находится по соседству с Солонцовским, Мещеряковским, Тубянским и Мешковским сельскими поселениями. Площадь Мигулинского сельского поселения составляет 101,65 квадратный метр.
В 15 километрах от административного центра поселения находится районный центр станицы Казанской. Поселение расположено на территории степных и лесостепных районов. Неподалёку от станицы Мигулинской — территория Белогородского урочища, которое представляет собой сложную дубраву и является природоохранной территорией. Среди достопримечательностей Мигулинского сельского поселения — Мигулинские пещеры.

## История
История Мигулинского сельского поселения берет своё начало с 1380 года — в документах сохранилось упоминание городка Мигулин. В 1744 году в станице Мигулинской было 85 дворов, из жителей 280 мужчин и 206 женщин. В 1777 году численность дворов увеличилась и была равна цифре 283. Проживали 1263 мужчины и 1103 женщины.
В XXI веке экономика Мигулинского сельского поселения развивается в направлении сельского хозяйства. На его территории работают фермерские и сельскохозяйственные предприятия, которые занимаются производством технических и зерновых культур.
В административном центре поселения был установлен памятник полному кавалеру ордена Славы Ивану Кузнецову. Скульптура была создана заслуженным художником РФ Александром Аполлоновым.

## Административное устройство
В состав Мигулинского сельского поселения входят:
- станица Мигулинская,
- хутор Подгорский[2].

В 2001 упразднён хутор Конотоп.
В 2004 г. упразднён посёлок Чиганакский.

## Население
| 2010  | 2012  | 2013  | 2014  | 2015  | 2016  | 2017  |
| ----- | ----- | ----- | ----- | ----- | ----- | ----- |
| 1451  | ↘1414 | ↘1378 | ↘1355 | ↘1343 | ↘1336 | ↘1312 |
| 2018  | 2019  | 2020  | 2021  |       |       |       |
| ↘1288 | ↘1263 | ↘1247 | ↘1229 |       |       |       |